# Klinianka (přítok Bílé Oravy)
Klinianka je potok na horní Oravě, na území okresu Námestovo. Jde o pravostranný přítok Bílé Oravy a měří 18 km a je tokem V. řádu.

## Pramen
Pramení v Oravských Beskydech na východním svahu Soliska (1 030,3 m n. m.) v nadmořské výšce přibližně 915 m n. m., v blízkosti slovensko-polské státní hranice.

## Směr toku
V pramenné oblasti teče zprvu na jih, následně se stáčí a pokračuje jihovýchodním směrem. Od soutoku s Menzdrovkou teče víceméně severojižním směrem až po soutok se Zásihliankou, pak se stáčí na východ.

## Přítoky
- Pravostranné: přítok ze severovýchodního svahu vrchu Kaňovky (952,7 m n. m.), Kaňovka, přítok z východního svahu Veľkého kopce (1 086,3 m n. m.), Madejov, přítok z východního svahu Vlkového vrchu (921,1 m n. m.), přítok ze severního svahu Maršalkového grúňa (934,2 m n. m.), přítok z jihovýchodního svahu Maršalkovho grúňa, přítok zpod kóty 823,4 m, Zásihlianka
- Levostranné: přítok z jihovýchodního svahu Magurky (929,8 m n. m.), Tisoňovka, přítok z východního svahu Modlového vrchu (910,0 m n. m.), Menzdrovka, přítok (716,1 m n. m.) z jihozápadního svahu Kurčinky (919,5 m n. m.), přítok ze severozápadního svahu Kýčery (943,7 m n. m.)

## Ústí
Klinianka ústí do Bílé Oravy u obce Krušetnica v nadmořské výšce cca 655 m n. m.